# Hoa hậu Hàn Quốc (phim truyền hình)
Hoa hậu Hàn Quốc (Hangul: 미스코리아) là một phim truyền hình Hàn Quốc với sự góp mặt của các ngôi sao điện ảnh Lee Sun-kyun, Lee Yeon hee, Lee Mi-sook, Lee Sung-min, Song Seon-mi, và Lee Ki-woo. Phim lên sóng trên MBC từ ngày 18 tháng 12 năm 2013 đến ngày 26 tháng 2 năm 2012 vào thứ 4 và thứ 5 vào khung giờ 21:55 với 30 tập.

## Nội dung
Lấy bối cảnh năm 1997, một công ty trang điểm ở trong bối cảnh khủng hoảng kinh tế trong suốt thời gian khủng hoảng tài chính châu Á 1997, vì vậy để cứu công ty, Hyung-joon cùng với những đồng nghiệp của mình cố gắng đưa một cô gái Ji-young 25 tuổi vào cuộc thi Hoa hậu Hàn Quốc, một người từng chiến thắng cuộc thi sắc đẹp toàn quốc. Trở lại với những ngày trong thời đi học ở trung học phổ thông, Ji-young từng là cô gái xinh đẹp và nổi tiếng ở trường, nhưng bây giờ cô làm việc như một hướng dẫn viên thang máy.

## Diễn viên
- Lee Yeon hee trong vai Oh Ji-young
- Lee Sun-kyun trong vai Kim Hyung-joon
- Lee Mi-sook trong Ma Ae-ri
- Lee Sung-min trong vai Thầy giáo Jung
- Song Seon-mi trong vai Go Hwa-jung
- Lee Ki-woo trong vai Lee Yoon
- Ko Sung-hee trong vai Kim Jae-hee
- Heo Tae-hee trong vai Trưởng ban Yoon
- Kang Han-na trong vai Im Sun-joo
- Ha Yeon-joo trong vai Shin Sun-young
- Park Guk-sun trong vai Choi Soo-yeon
- Go In-beom trong vai bố của Jae-hee
- Kang Tae-oh trong vai con trai của Ma Ae-ri
- Park Ha-na trong vai Han So-jin
- Moon Ji-in trong vai Kim Yoo-ra
- Yoo Eun-ho trong vai Jung Eun-ah
- Kim Ye-won trong vai Lee Young-sun
- Jung Seung-kil trong vai Tổng thống Hwang
- Hong Ji-min trong vai Yang Choon-ja
- Oh Jung-se trong vai Kim Heung-sam
- Choi Jae-hwan trong vai Kim Kang-woo
- Jo Sang-ki trong vai Kim Kang-shik
- Jang Won-young trong vai Trưởng phòng Park
- Jang Yong trong vai Oh Jong-goo
- Jung Kyu-soo trong vai Oh Myun-sang
- Jung Suk-yong trong vai Oh Woong-sang
- Baek Bong-ki trong vai Oh Ji-seok
- Im Ye-jin trong vai Go Bong-hee
- Jung So-min trong vai người đổ xăng người mà mục tiêu của Ma Ae-ri trở thành Hoa hậu Thế giới năm 1998 (vai diễn khách mời, tập 20)

## Phát sóng ở nước ngoài
- Phim lên sóng ở Nhật Bản trên truyền hình cáp KNTV bắt đầu từ ngày 12 tháng 7 năm 2014.
- Phim lên sóng ở Thái Lan trên PPTV bắt đầu vào ngày 16 tháng 4, lồng tiếng là Kerd Ma Pen Dao. ("เกิดมาเป็นดาว", dịch: Sinh ra là một ngôi sao)
- Phim lên sóng ở Việt Nam trên kênh VTV3 bắt đầu ngày 5 tháng 1 năm 2015.